# Luke Pipes the Pippins
Luke Pipes the Pippins er en amerikansk stumfilm fra 1916.

## Medvirkende
- Harold Lloyd - Luke
- Snub Pollard
- Bebe Daniels
- Sammy Brooks
- Bud Jamison